# Theodor Rehbenitz
Theodor Rehbenitz (Theodor Markus Rehbenitz), né le 2 septembre 1791 à Borstel (duché de Holstein) et mort le 19 février 1861 à Kiel, est un peintre et un dessinateur allemand, associé au mouvement nazaréen.

## Biographie
Il étudie le droit à Heidelberg, mais choisit de devenir peintre. Il est à Vienne de 1813 à 1816, dans l’entourage de Joseph Anton Koch, puis à Rome où il retrouve Johann Friedrich Overbeck, son beau-frère. Il reste en Italie jusqu'en 1832. Il est professeur d'allemand à Pérouse en 1824, puis vit à Capri et à nouveau à Rome. De retour en Allemagne, il enseigne le dessin d'abord à l'Université de Munich puis à l'université Christian Albrecht de Kiel.

## Œuvres
- Autoportrait (1817) : Hinrich Sievekin[2] estime que l'autoportrait dessiné en 1827 est un des plus remarquables de l'art des Naeazéens "leur art s'épanouit également avec le portrait, l'une de ses plus belles pages est l'autoportrait du peintre Theodor Rehbenitz exécuté à l'aide d'une mine dure et pointue, réaliste dans le détail". Michael Thimann précise[3] "le crayon dur et pointu avec lequel il se décrit rappelle l’école allemande ancienne, dont les dessins à la mine d’argent de l’époque de Dürer. Parmi les portraits et autoportraits d’artistes nazaréens, celui de Rehbenitz est exceptionnel. En quête de lui-même, l’artiste atteint une puissance d’expression qui fait défaut au reste de sa production".
- La visitation, dessin 1820
- Jeune italienne, peinture 1820
- Portrait de Vittoria Caldoni, peinture 1821
- Italie et Allemagne, après 1828

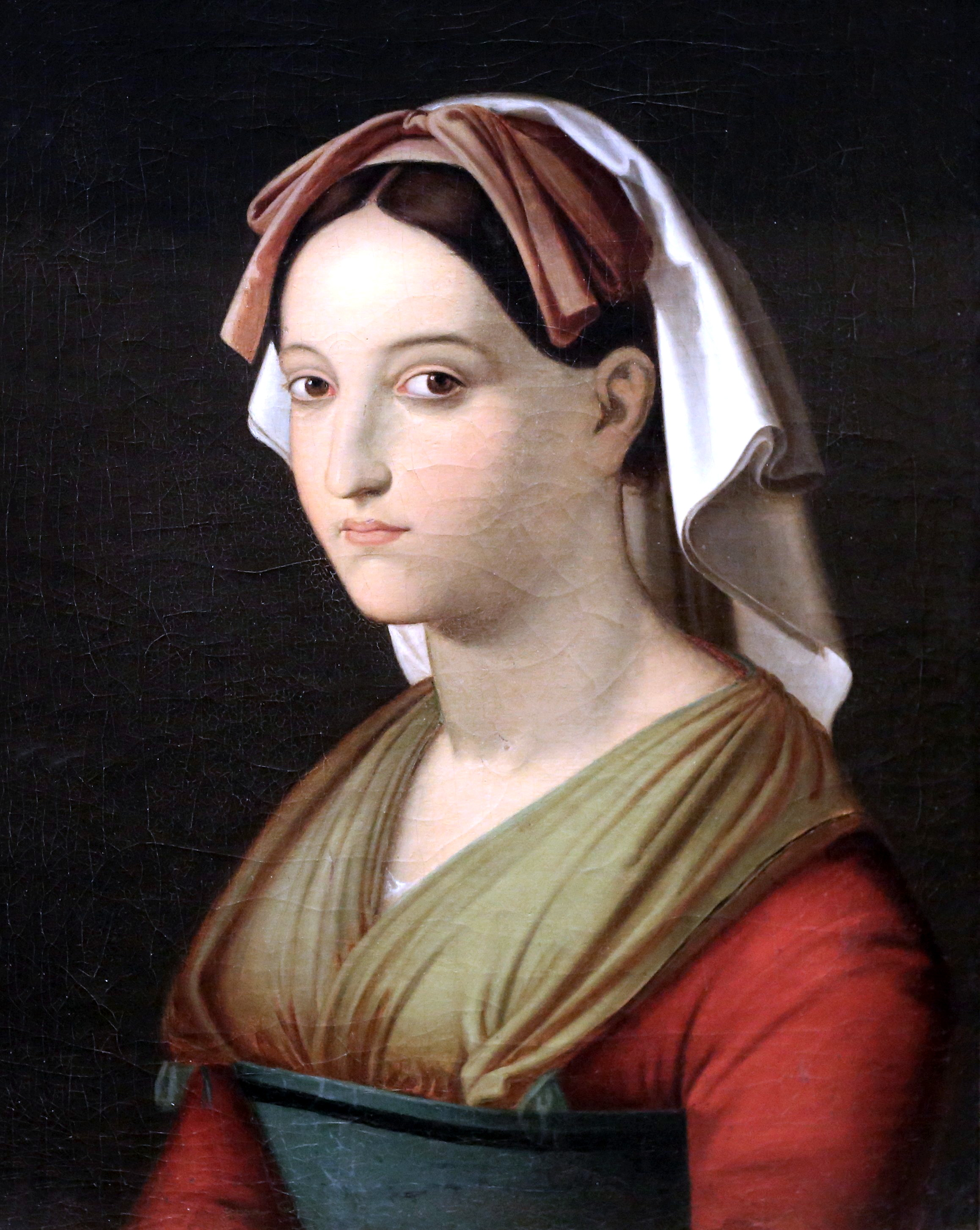
Portrait de Vittoria Caldoni huile sur toile 1821
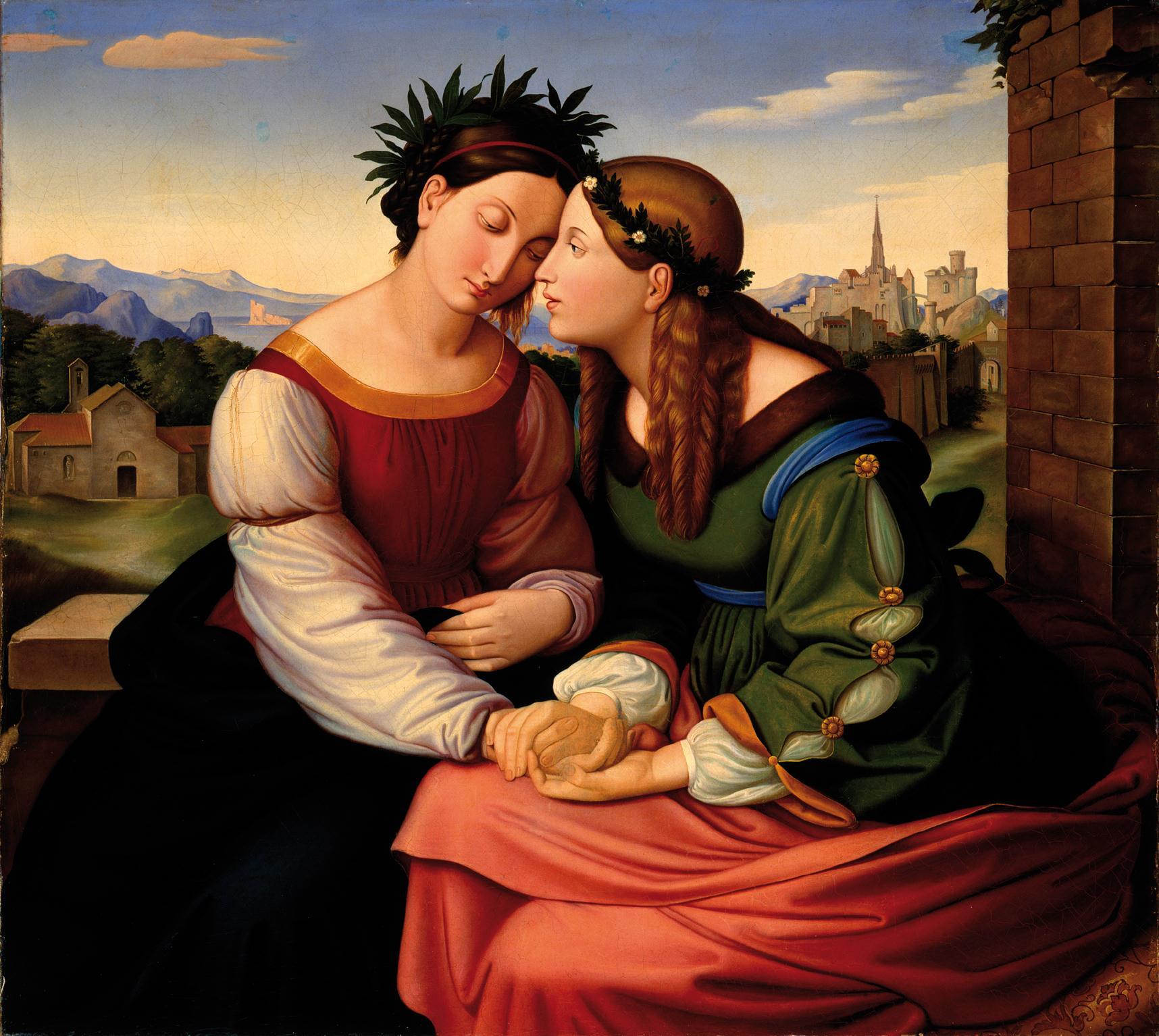
Italia et Germania (copie d'une œuvre de Johann Friedrich Overbeck)
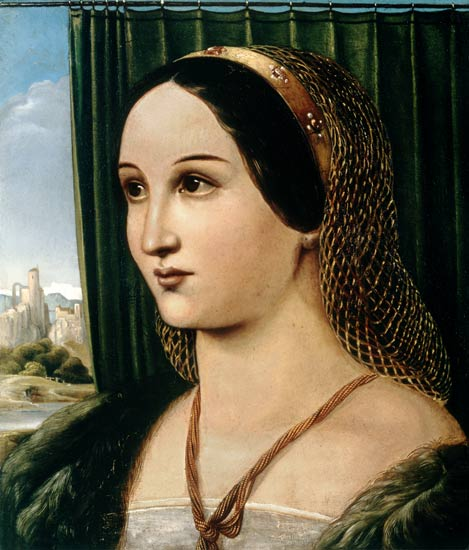
Jeune italienne 1820
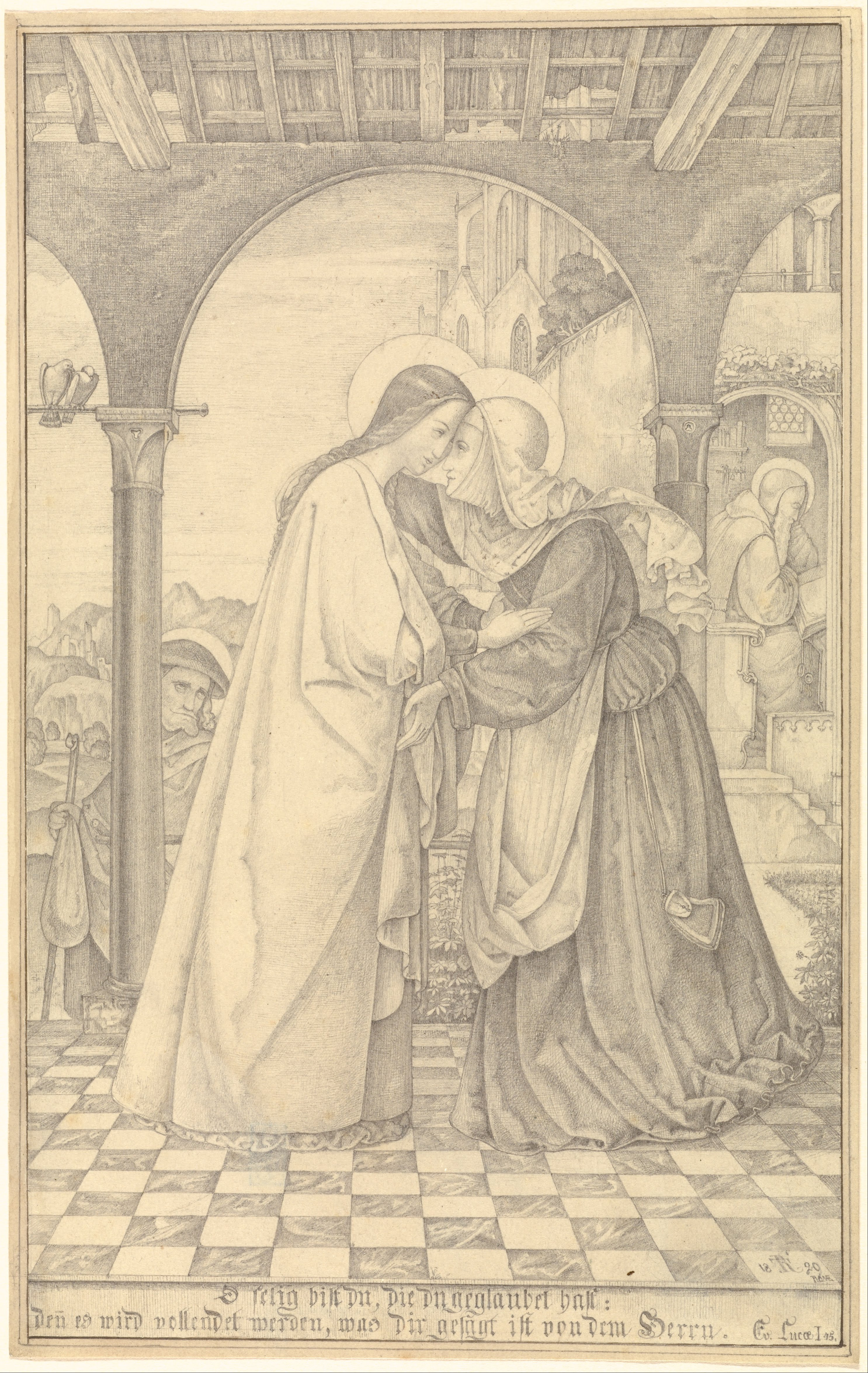
La visitation, dessin,crayon, 1820
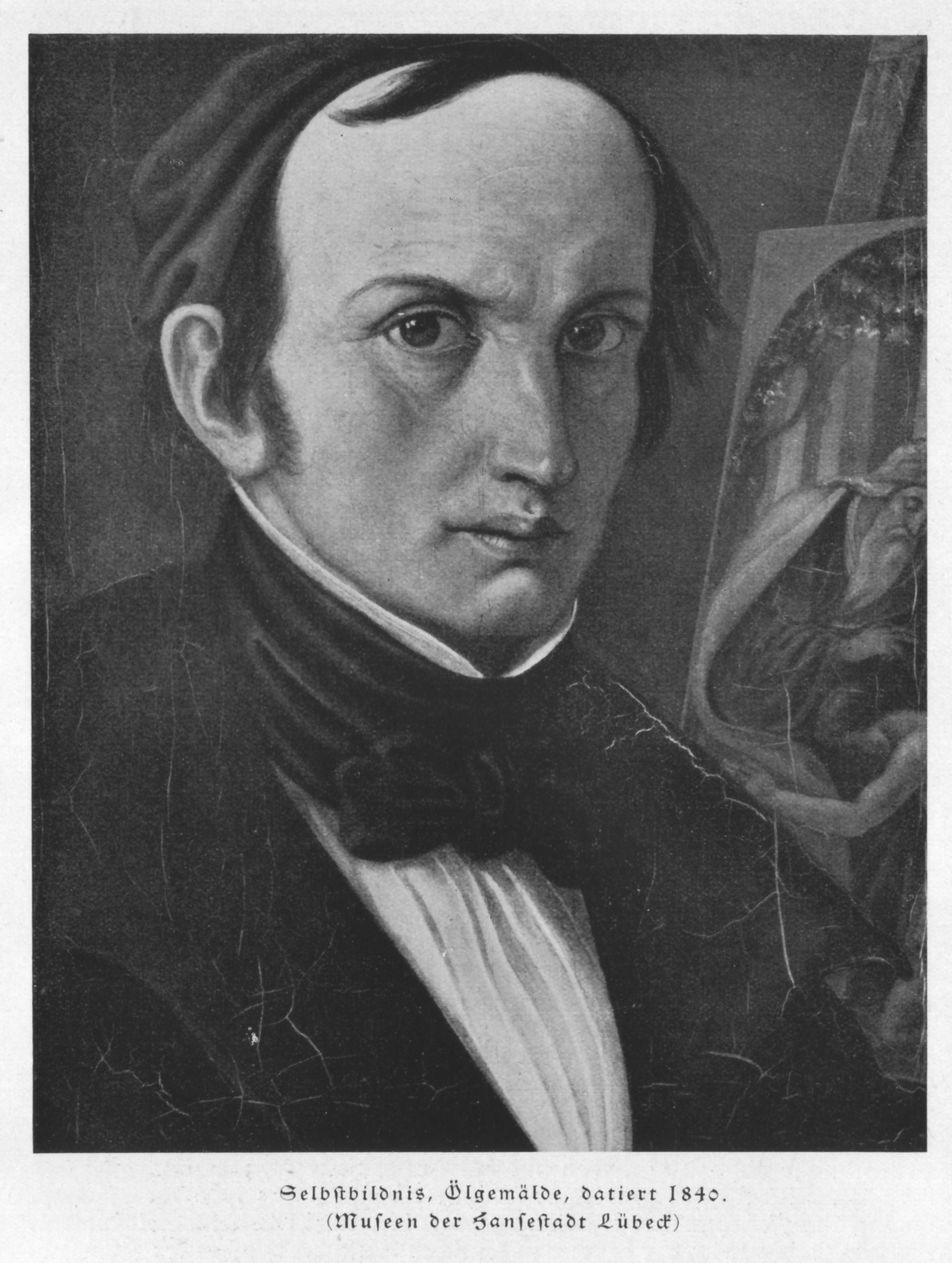
Autoportrait 1840